# Orologio da sub
L'orologio da sub è un orologio da polso ideato e realizzato per essere usato durante le immersioni subacquee, strumento necessario per pianificare le immersioni e che abbinato al profondimetro e alla tabella di immersione è indispensabile per calcolare eventuali tappe di decompressione in funzione dell'azoto assorbito ed evitare incidenti quali le embolie.

## Descrizione
La progettazione è prevalentemente sofisticata per garantirne il funzionamento in condizioni estreme, quindi con meccanismi a prova di cadute, cassa molto robusta e impermeabile all'acqua e resistente alla pressione grazie a o-ring specifici, con riferimenti numerici e d'indicazione — talvolta l'intero quadrante — fluorescenti, per una buona visibilità anche in condizioni di scarsa illuminazione. Si distingue soprattutto per essere dotato di ghiera dei minuti regolabile e a scatti, con blocco antirotazione in senso antiorario, necessaria per indicare il tempo d'immersione nell'arco di sessanta minuti, tempo massimo di immersione. La ghiera ruota solo in direzione antioraria, in modo da non consentire errori nel calcolo del tempo d'immersione: se ruotasse in entrambi i sensi, con un movimento accidentale essa si potrebbe spostare in avanti (senso orario), dando quindi al subacqueo un'indicazione errata del tempo d'immersione, falsando così i calcoli della decompressione, con potenziali rischi per il subacqueo. Invece nel caso di un movimento maldestro che sposti la ghiera indietro (ossia in senso antiorario, unica direzione possibile), il subacqueo crederebbe solo di essere stato più a lungo sott'acqua e terminerebbe prima l'immersione, senza comunque correre rischi.
Infine la corona di carica e rimessa dell'ora è di grande diametro e il cinturino, generalmente in gomma o acciaio, è spesso (ma non necessariamente) dotato di prolunga per adattarsi al polso con muta indossata. Per evitare infiltrazioni, dovute all'usura degli o-ring, nell'effettuare la tradizionale ricarica, si sono poi imposti i modelli a ricarica automatica, solare o a batteria.
A differenza dei normali orologi impermeabili, un "Diver" (subacqueo professionale), per essere tale, deve avere tre requisiti di base: ghiera girevole esclusivamente in senso antiorario, profondità massima di immersione pari o superiore a 200M (20ATM), certificazione ISO 6425.
Inizialmente era usato dai palombari (famosi e soprattutto costosi i modelli delle officine italiane Panerai), poi, per le sue particolari doti, si è diffuso nell'ambiente sportivo e dell'avventura, fino a diventare oggetto di culto per appassionati subacquei; in seguito, come accade con le mode, è ricercato anche da parte di chi non fa immersioni. Praticamente tutte le aziende produttrici di orologi lo hanno o lo hanno avuto in catalogo, anche con modelli molto costosi.

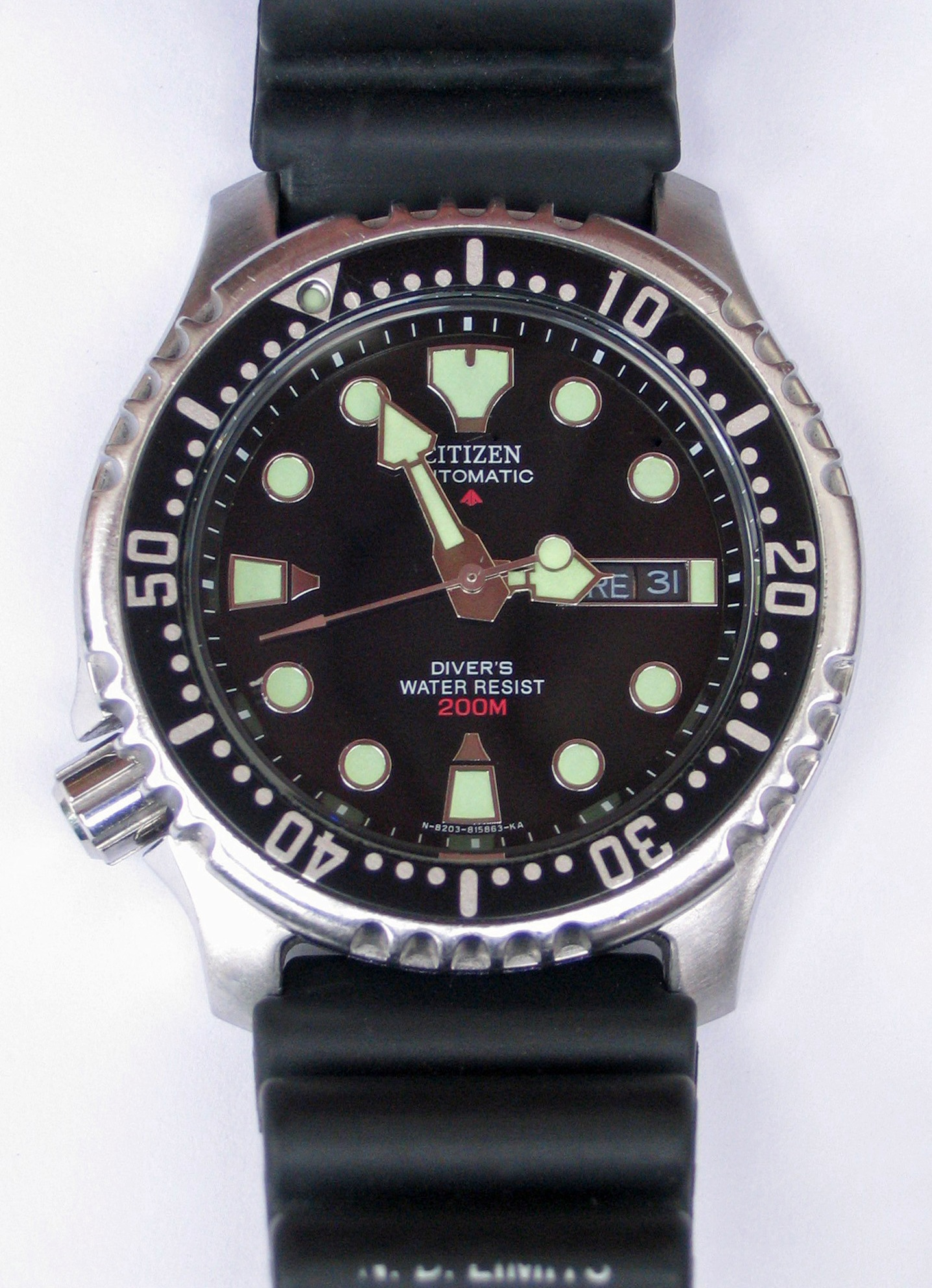
Orologio subacqueo Diver's della Citizen
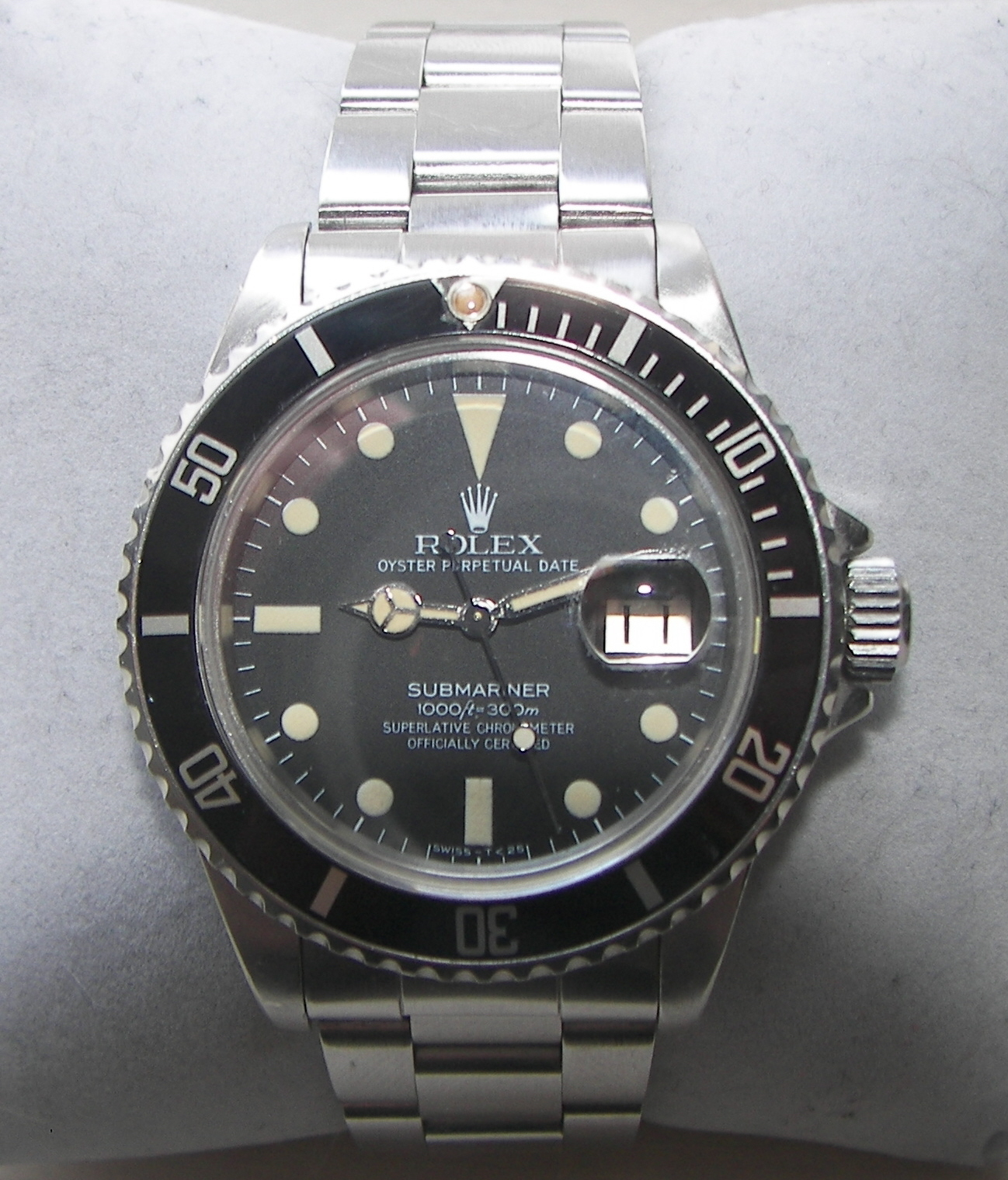
Il Rolex Submariner Date Professional
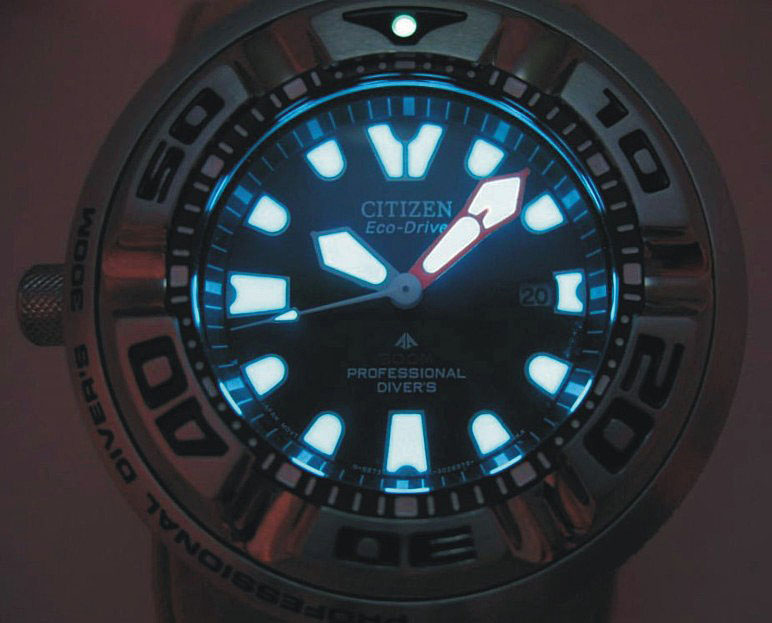
Fluorescenza del quadrante per permettere la visibilità
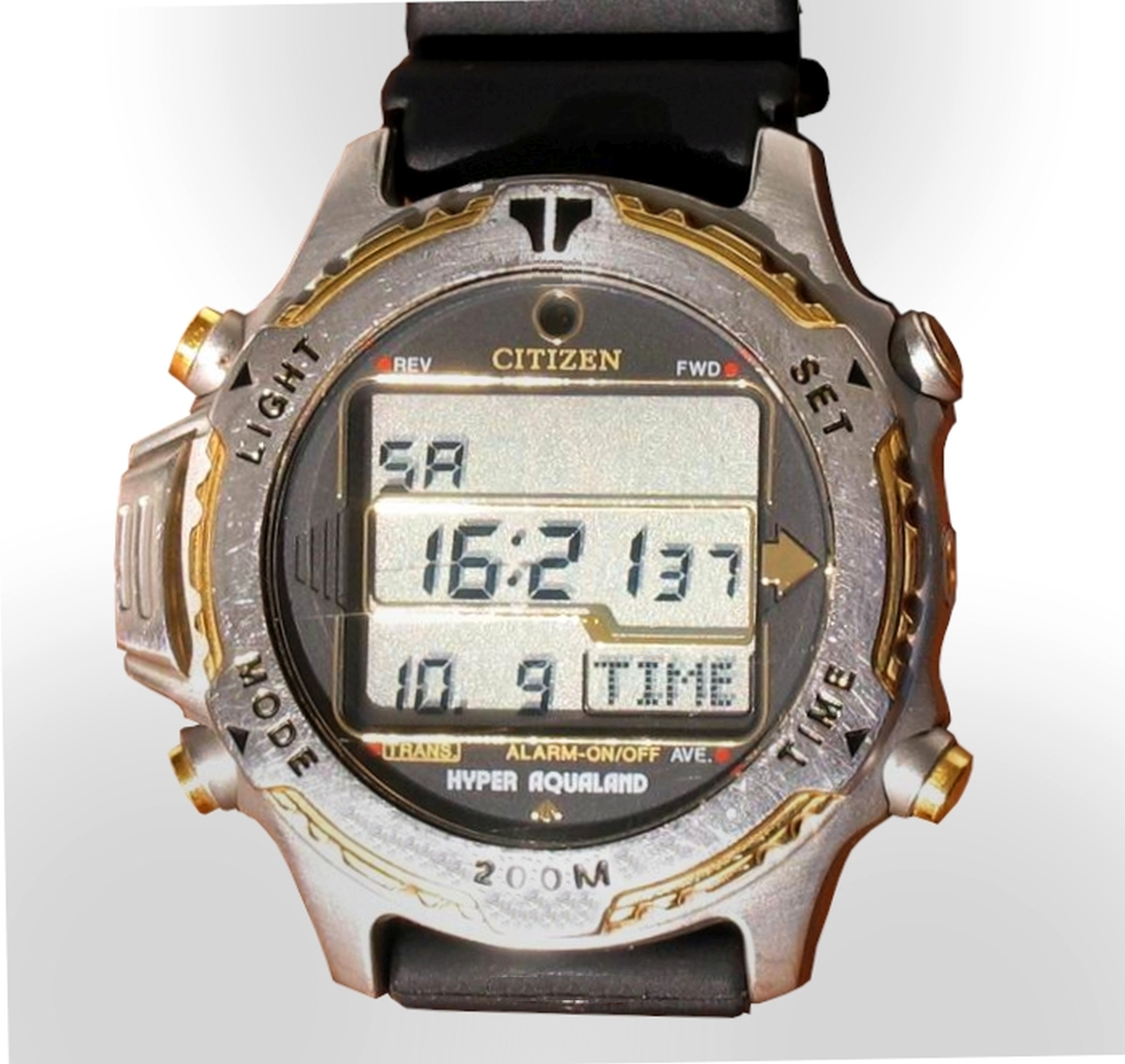
Orologio da sub con quadrante digitale
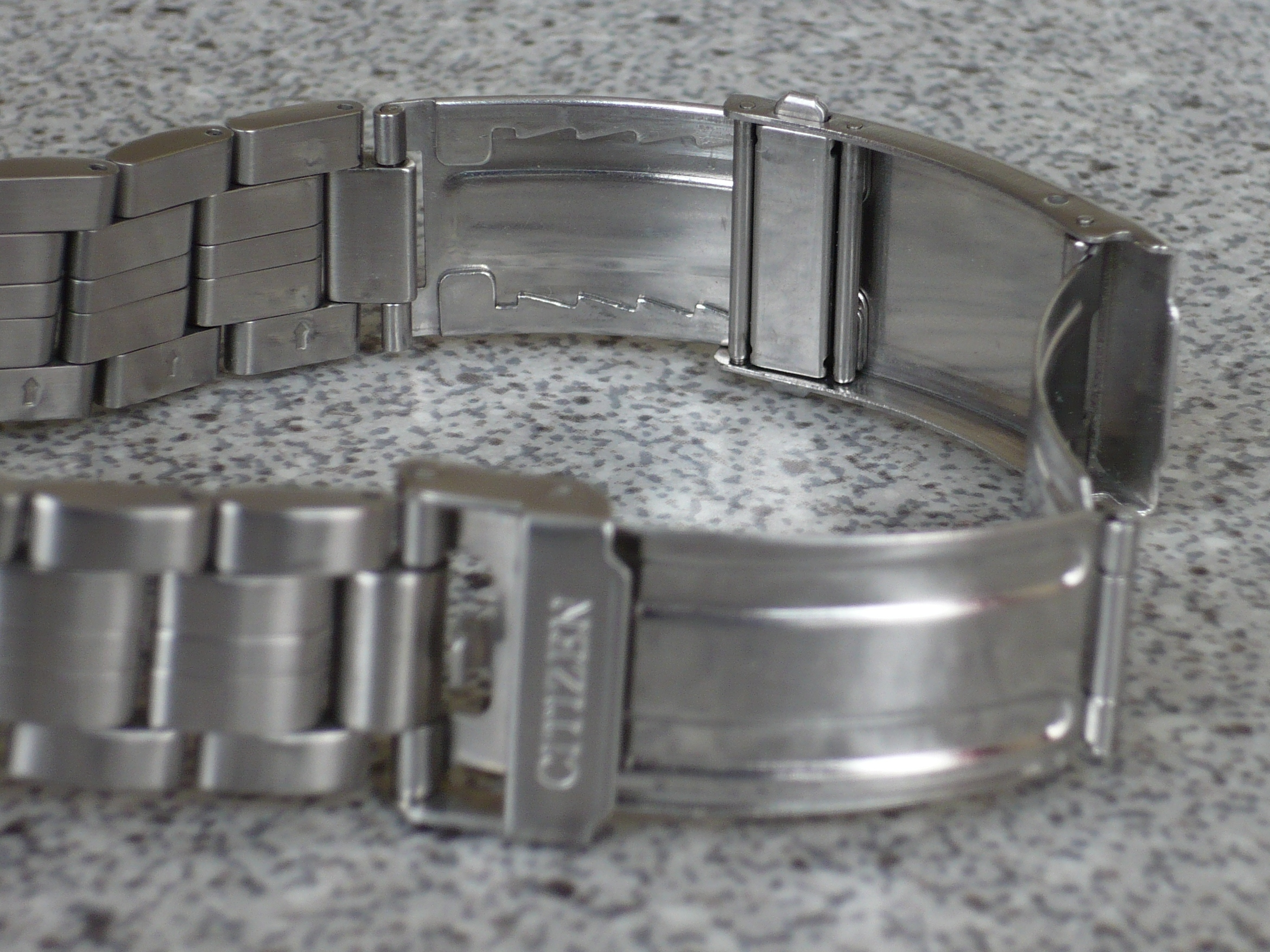
Cinturino in acciaio estensibile
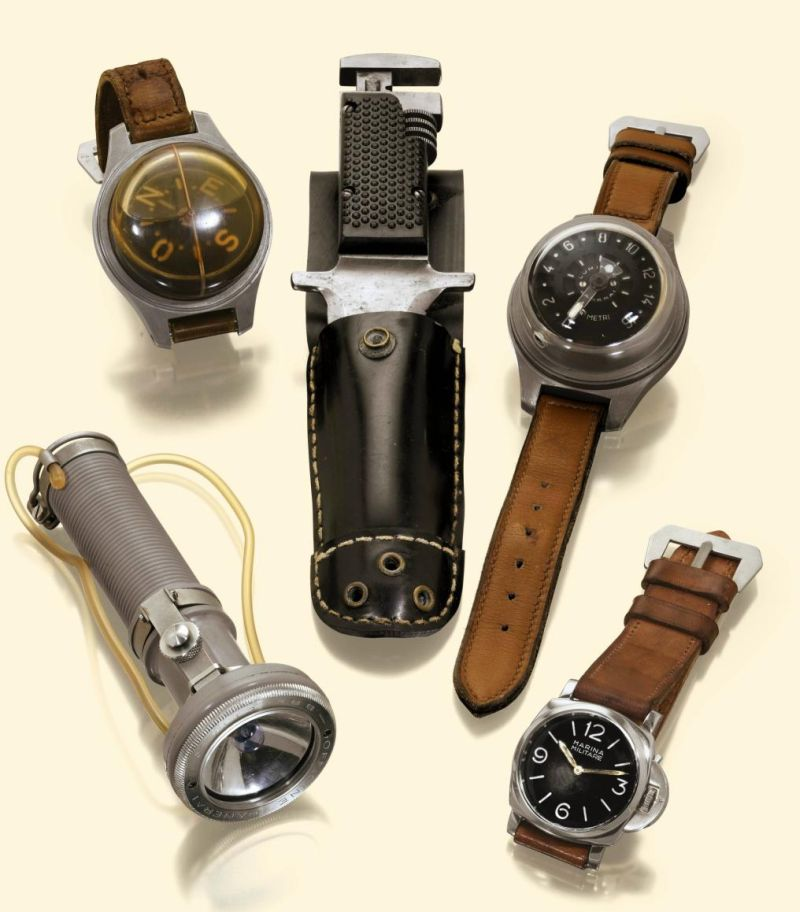
Il kit da palombaro con gli strumenti Panerai
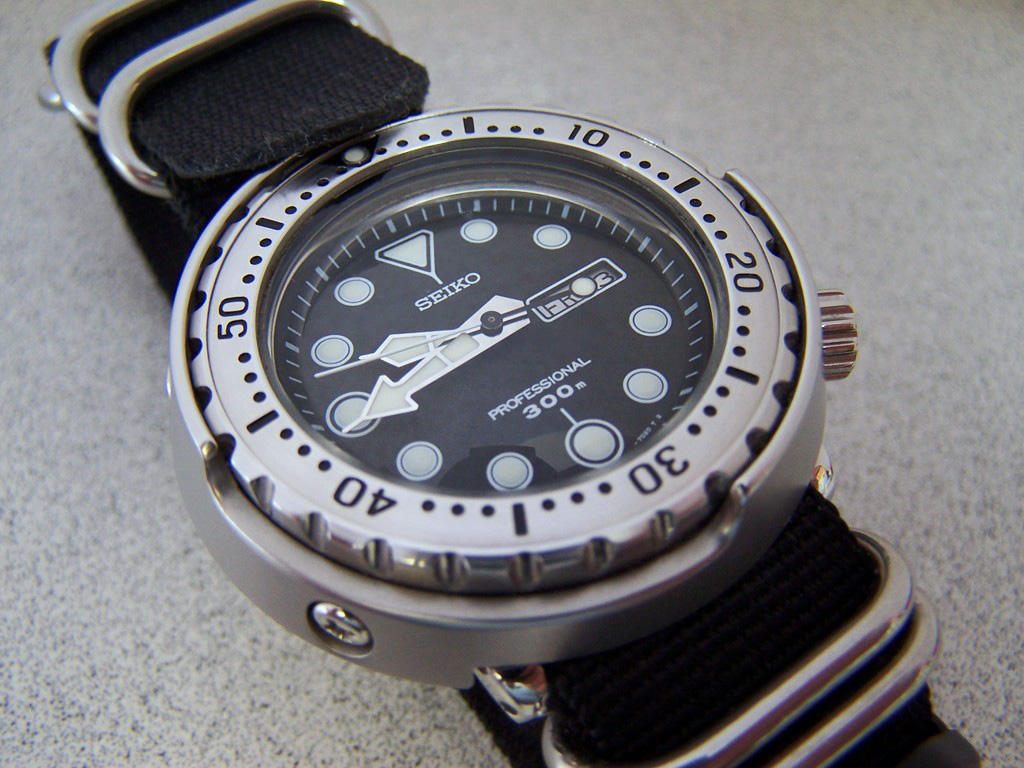
Il Seiko SBBN007 professionale che non necessita di valvola di sicurezza per elio per immersioni in saturazione: la cassa è impenetrabile all'elio rendendo superflua la presenza di tale valvola.

## Principali marche
- Militum
- Cressi Sub
- Mares
- Technisub
- Tauchmeister
- Breitling
- Doxa
- Panerai
- Rolex
- Philip Watch
- Breil
- Oris
- Sea-God
- Seiko
- Vostok
- Tag Heuer
- Immersion
- Omega
- Citizen
- Sector
- Casio
- Orient
- Squale
- Deep Blue
- Longines
- Glycine
- Steinhart
- Tissot
- Tudor
- Blancpain
- Auricoste
- Invicta
- Bulova
- Yema